# Maria Vasilkovna av Polotsk
Maria Vasilkovna av Polotsk, död 1194, var en storfurstinna av Kiev. Hon var gift med storfursten Svjatoslav III av Kiev. 
Hon hade stort inflytande under sin makes regeringstid och deltog i statens affärer i egenskap av hans politiska rådgivare. 1180 gav hon honom rådet att sluta en allians me Olgovychi-partiet, och deltog i det möte där Davyd Rostislavich blev utesluten. På hennes råd slöt hennes make också en allians med Rostyslavychs-partiet, vilket säkerställde stabilitet under resten av hans regeringstid.